# Pisaura podilensis
Espèce
Pisaura podilensis est une espèce d'araignées aranéomorphes de la famille des Pisauridae.

## Distribution
Cette espèce est endémique d'Andhra Pradesh en Inde,. Elle se rencontre dans le district de Prakasam.

## Description
La femelle holotype mesure 9,20 mm et le mâle paratype 9,30 mm.

## Étymologie
Son nom d'espèce, composé de podil[i] et du suffixe latin -ensis, « qui vit dans, qui habite », lui a été donné en référence au lieu de sa découverte, Podili.

## Publication originale
- Patel & Reddy, 1990 : « Two new species of the genus Pisaura Simon (Araneae: Pisauridae) from coastal Andhra Pradesh, India ». Entomon, vol. 15, p. 37-40.